# Miguel de Icaza

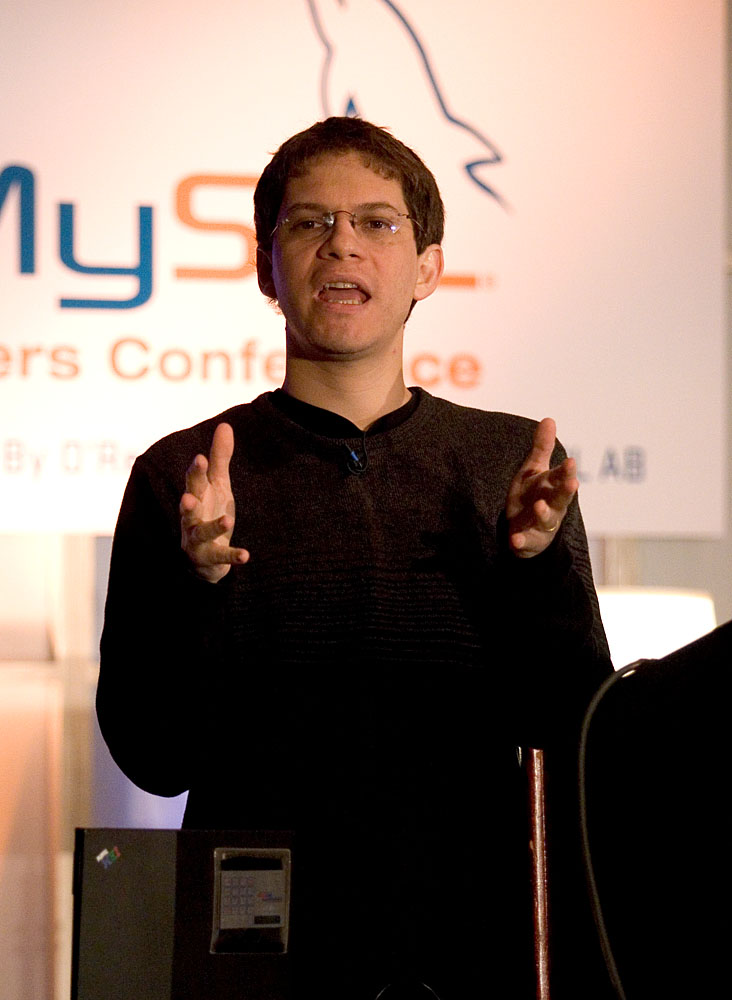
Miguel de Icaza auf der MySQL Conference 05

Miguel de Icaza (* 1972 in Mexiko-Stadt) ist Entwickler freier Software und Unternehmer. Er ist Mitgründer von Gnome, Mono und Xamarin.

## Arbeit
Miguel de Icaza studierte an der Universidad Nacional Autónoma de México Mathematik, ohne allerdings jemals einen akademischen Abschluss zu erreichen.
Sein erstes erfolgreiches Freie-Software-Projekt war dort 1994 die Entwicklung des noch heute verbreiteten Dateimanagers Midnight Commander, auch war er einer der ersten Beitragenden zum Wine-Projekt.
Bewerbungsgespräche im Sommer 1997 zwischen ihm und Microsoft, um den Internet Explorer nach SPARC zu portieren, scheiterten an seinem fehlenden Hochschulabschluss, den das H-1B-Visum für eine entsprechende Arbeitserlaubnis in den Vereinigten Staaten voraussetzt.
Zusammen mit Federico Mena rief er im August 1997 das Gnome-Projekt zur Entwicklung einer freien grafischen Benutzeroberfläche ins Leben. Bis zu diesem Zeitpunkt existierte keine freie, einheitliche Desktop-Umgebung für Linux (mit Ausnahme von KDE, dessen Lizenzsituation zu diesem Zeitpunkt für viele Mitglieder der Community nicht klar genug war). Als Basis des Gnome-Desktops verwendete und erweiterte Miguel de Icaza die freie Bibliothek GTK, welche ursprünglich für das Bildbearbeitungsprogramm GIMP entwickelt worden war.
1999 gründeten Nat Friedman und er die Firma Helix Code, die sich auf die Entwicklung von GNOME-Anwendungen konzentrierte. Wenig später wurde das Unternehmen in Ximian umbenannt. 2003 wurde das Unternehmen von Novell übernommen.
1999 wurde er mit dem FSF Award ausgezeichnet.
1999 erhielt er außerdem vom MIT Technology Review die Auszeichnung als Innovator of the Year des Jahres 1999. Das Time Magazine benannte Icaza im September 2000 als einen von 100 Innovatoren für das neue Jahrhundert.
2001 begann Icaza das Gnumeric Projekt, eine von Microsoft Excel inspirierte freie Tabellenkalkulation.
Die als Mono bekannte freie Implementierung des .Net-Frameworks und die Verbesserung bestehender GNOME-Anwendungen nahmen in den folgenden Jahren neben seiner Öffentlichkeitsarbeit die meiste Zeit in Anspruch.
Trotz seiner Beiträge und Verdienste im Free-Software-Umfeld ist Icaza nicht unumstritten, da er potentiell auch Technologien aus dem Windows- oder proprietären Softwareumfeld offen gegenübersteht. Neben der Initiierung von Nachimplementierungen von Microsoft-Technologien (COM/CORBA → Bonobo, Outlook → Evolution, .NET → Mono, Silverlight → Moonlight), verteidigte Icaza auch Microsofts Office Open XML (OOXML) Dokumentenstandard gegenüber der weitläufigen Kritik der Open-Source- und Freie-Software-Community.
Für seine Offenheit gegenüber Microsoft-Technologien wurde er beispielsweise 2009 von Richard Stallman während des Software Freedom Day in Boston unumwunden als Verräter an der Freien Softwaregemeinschaft kritisiert. Icaza reagierte auf seinem Blog gelassen mit dem Hinweis, dass er einerseits an eine Welt der Möglichkeiten glaube und anderseits für konkrete Vorschläge von Stallman, wie FOSS auf der Welt gestärkt werden kann, jederzeit offen sei.
Anfang 2010 erhielt Icaza den Microsoft MVP Award im Bereich C#. Im März 2010 wurde er über eine Most Powerful Voices in Open Source-Metrik als fünft einflussreichstes Mitglied der Open Source Community ermittelt.
Im April 2011 wurde Novell von Attachmate übernommen und im Zuge dessen sämtliche Projekte mit Mono-Bezug eingestellt. De Icaza gründete daraufhin im Mai Xamarin, wo Mono und damit verwandte Projekte nun weitergeführt werden.
2012 kritisierte Icaza den Linux-Desktop scharf als „gestorben“; als Gründe hierfür nannte er die Entwickler-fokussierte Kultur, die Fragmentierung der Distributionen untereinander und die fehlende Rückwärtskompatibilität. Linus Torvalds und andere Linux-Größen reagierten mit dem Hinweis, dass Icaza mit der Gründung des Gnome-Projekts selbst zur weiteren Fragmentierung des Linux-Ökosystems beigetragen habe, welches außerdem auch nicht für (API-)Stabilität bekannt sei – im Gegensatz zum Linux-Kernel, dessen erste Priorität immer das Erhalten der Userland-Binärkompatiblität gewesen sei.

## Privatleben
Miguel de Icaza entstammt einer Familie von Wissenschaftlern; sein Vater war Physiker, seine Mutter Biologin.
Er ist seit 2003 mit der Brasilianerin Maria Laura Soares da Silva (nun Maria Laura de Icaza) verheiratet.
De Icaza hatte Cameo-Auftritte in den Filmen Antitrust und Codename: Linux.